# Pertisau

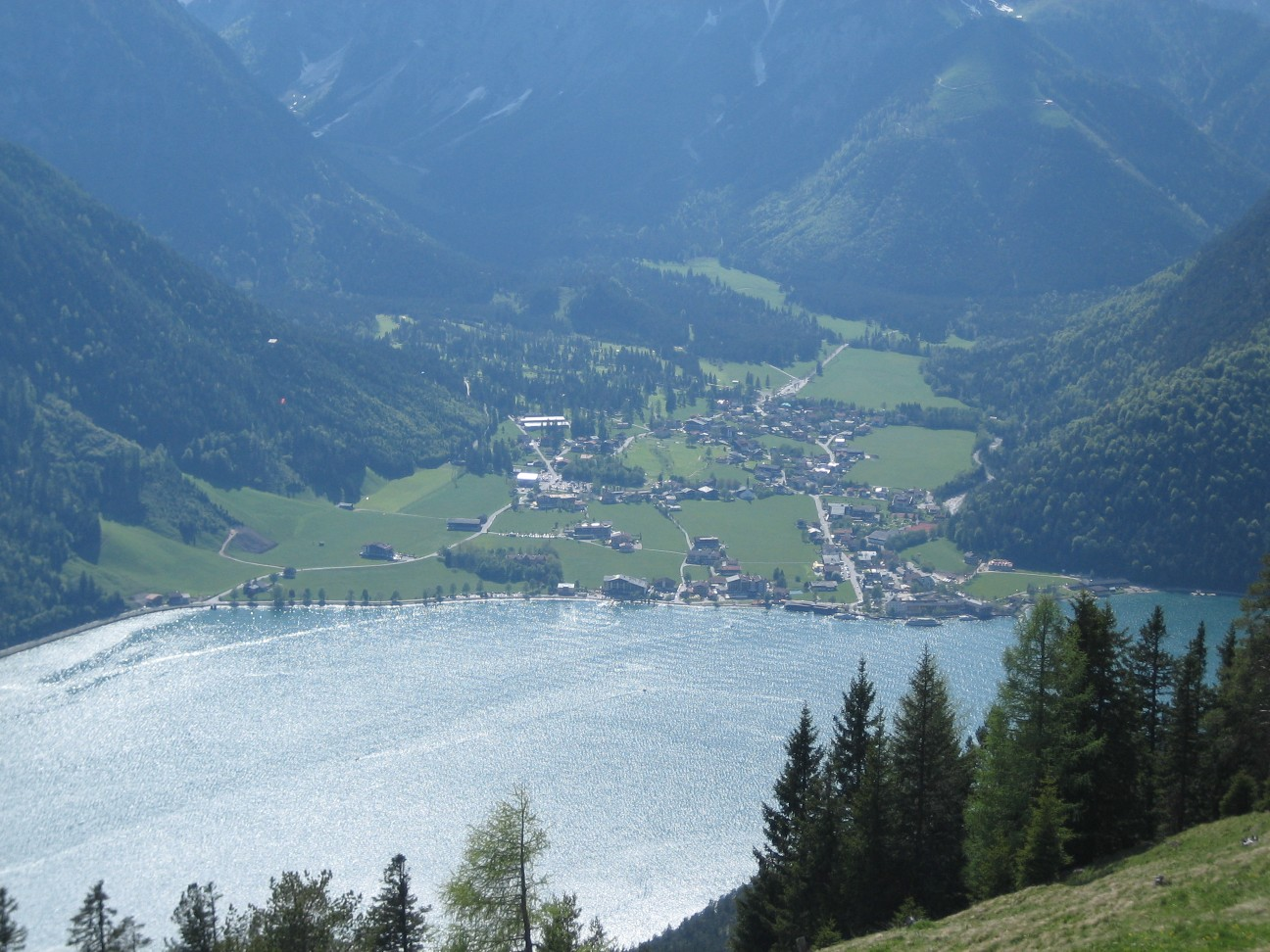
Pertisau et le lac Achensee

Pertisau  est un petit village situé au bord du lac Achensee dans le Tyrol. Avec les villages de Maurach et de Eben, ils forment la commune de Eben am Achensee. Pertisau est à proximité de la région naturelle du Karwendel. On y trouve également une ancienne résidence secondaire de Maximilien Ier. Son code postal est 6213.